# John Loftus
John Joseph Loftus (geboren 12. Februar 1950 in Boston) ist ein US-amerikanischer Publizist und früherer Ermittler im Justizministerium (DoJ).

## Leben
Loftus besuchte das Boston College (BA, 1971). Im Wehrdienst von 1971 bis 1974 war er nach eigener Auskunft 1973 im Jom-Kippur-Krieg als Berater der israelischen Armee eingesetzt. Er studierte Jura an der Suffolk University und schloss 1977 als Juris Doctor ab. Er arbeitete beim Department of Justice und wurde ab 1979 im Office of Special Investigations als Ermittler eingesetzt, der Kriegsverbrecher des Nationalsozialismus in den USA entdecken und verfolgen sollte. 1982 erhielt er vom CIA die Erlaubnis, bei Mike Wallace in dessen investigativem Nachrichtenmagazin 60 Minutes aufzutreten.
Er arbeitet seither als freier Autor und Experte für Geheimdienstfragen. Sein erstes, 1982 veröffentlichtes Buch The Belarus secret wurde wenige Jahre später in einem Kojak-Film (1985) verarbeitet. Der Historiker Efraim Zuroff bezeichnete das Buch als umstritten und verwies auf die Buchrezension von Charles R. Allen Jr., in der Allen Loftus als Betrüger und Lügner bezeichnete. Der Historiker David Marwell nannte The Belarus Secret die schlimmste Art der Amateurgeschichte.
Nach dem Umbau und der Neueröffnung des Florida Holocaust Museums im Jahr 2000 war er für eine Zeit dessen Direktor und gehört aktuell (2016) noch dessen Beirat an. In John Calvin Batchelors Late-Night-Show hatte er zwischen 2003 und 2007 einen regelmäßigen Auftritt unter dem Titel Loftus Report.

## Schriften (Auswahl)

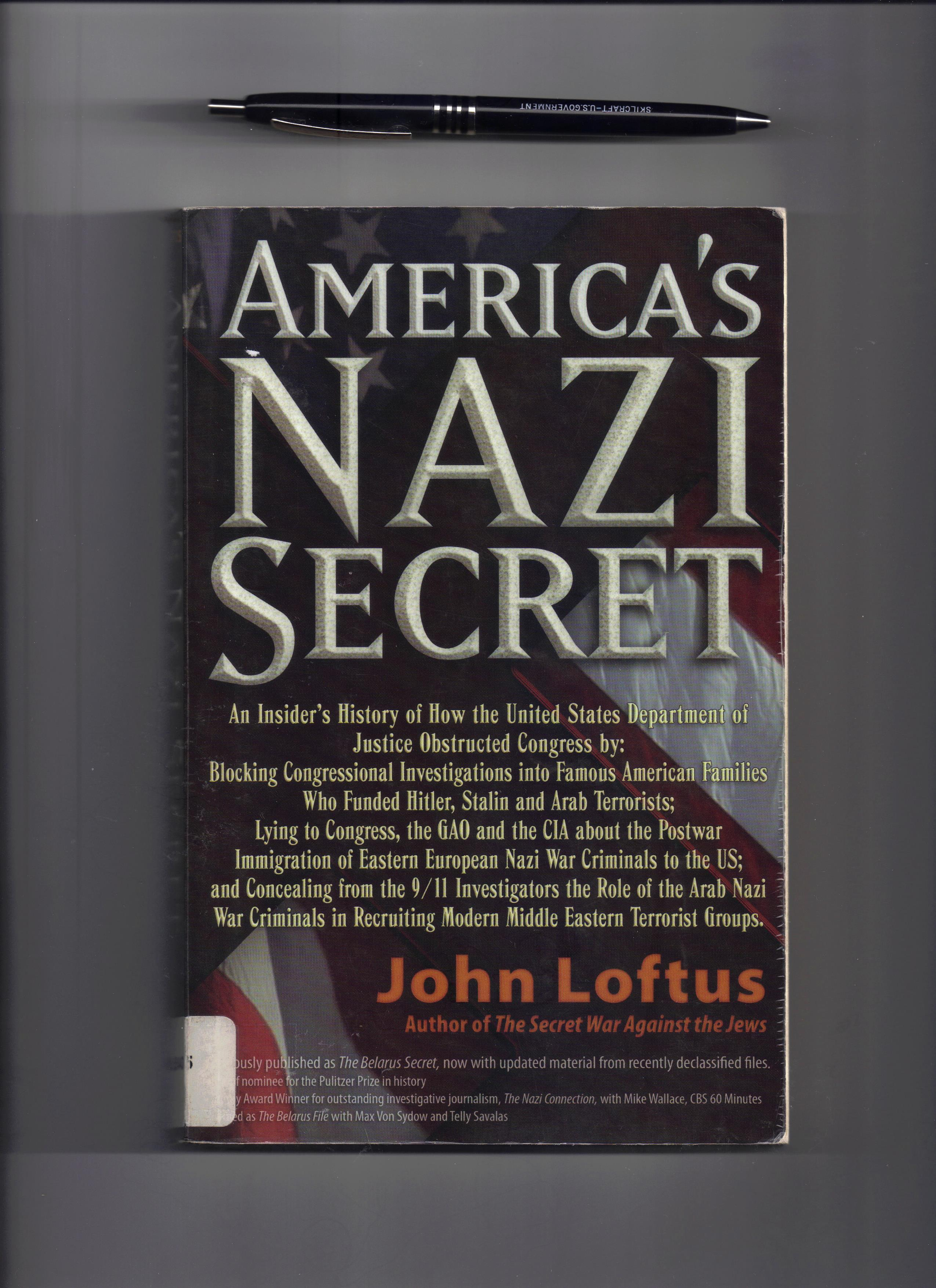
Buchtitel

- The Belarus secret. New York : Knopf, 1982, ISBN 0-394-52292-3
- mit Emily McIntyre: Valhalla’s wake : the IRA, MI6, and the assassination of a young American. New York : Atlantic Monthly Press, 1989
- mit Mark Aarons: Unholy trinity : how the Vatican’s Nazi networks betrayed western intelligence to the Soviets. New York : St. Martin’s Press, 1991	
  - mit Mark Aarons: Unholy trinity : the Vatican, the Nazis, and the Swiss banks. New and rev. ed.; New York : St. Martin’s Griffin, 1998
- mit Mark Aarons: The secret war against the Jews : how western espionage betrayed the Jewish people. New York : St. Martin’s Press, 1995
- America’s Nazi Secret : An Insider’s History. 2nd ed. – Chicago : Trine Day, 2010
- Remembering the Holocaust, Stetson Law Review, 30, 2000, S. 351–360
- mit Brendan Howley: The witness tree : a novel. Toronto : Random House Canada, 2007